# Toppesfield
Toppesfield – wieś i civil parish w Anglii, w hrabstwie Essex, w dystrykcie Braintree. Leży 31 km na północ od miasta Chelmsford i 72 km na północny wschód od Londynu. W 2011 roku civil parish liczyła 507 mieszkańców.